# Thomas Clifford Allbutt
Thomas Clifford Allbutt  (20 de julio de 1836, Dewsbury, Yorkshire - 22 de febrero de 1925, Cambridge, Cambridgeshire) fue un médico británico que inventó el termómetro clínico en 1866.
Antes de esta invención los pacientes tenían que mantener un termómetro en sus manos cerca de una hora para una medición aceptable de su fiebre.
Thomas Clifford Allbutt era originario de Dewsbury, Yorkshire, hijo del Rev. Thomas Allbutt, vicario de Dewsbury, y de Mary Anne Wooler (1801-1843). Fue educado en el St Peter's School, de la ciudad de York y en el Caius College, de Cambridge, donde obtuvo su B.A. en 1859, y un grado de Primera Clase en historia natural en 1860.